# Pons de Sade
Pons de Sade,  d'Avignon,   mort en  1473 à Vaison, est un prélat français, évêque de Vaison  au XVe siècle.

## Biographie
Pons de Sade est  prévôt du chapitre de  Notre-Dame des Doms et professeur et primicier de l'université d'Avignon. Il est coadjuteur  de Vaison et de Saint-Paul-Trois-Châteaux et passe de l'abbaye de Saint-Eusèbe d'Apt à l'évêché de Vaison à la tête duquel il est nommé en 1445. En 1464, il commence la construction de la Cathédrale sainte Marie de l'Assomption. Il est aussi vicaire général de l'archevêque d'Avigon, Alain de Coëtivy.

## Sources
[réf. souhaitée]